# Cerinthe glabra
Cerinthe glabra es una planta de la familia de las boragináceas.

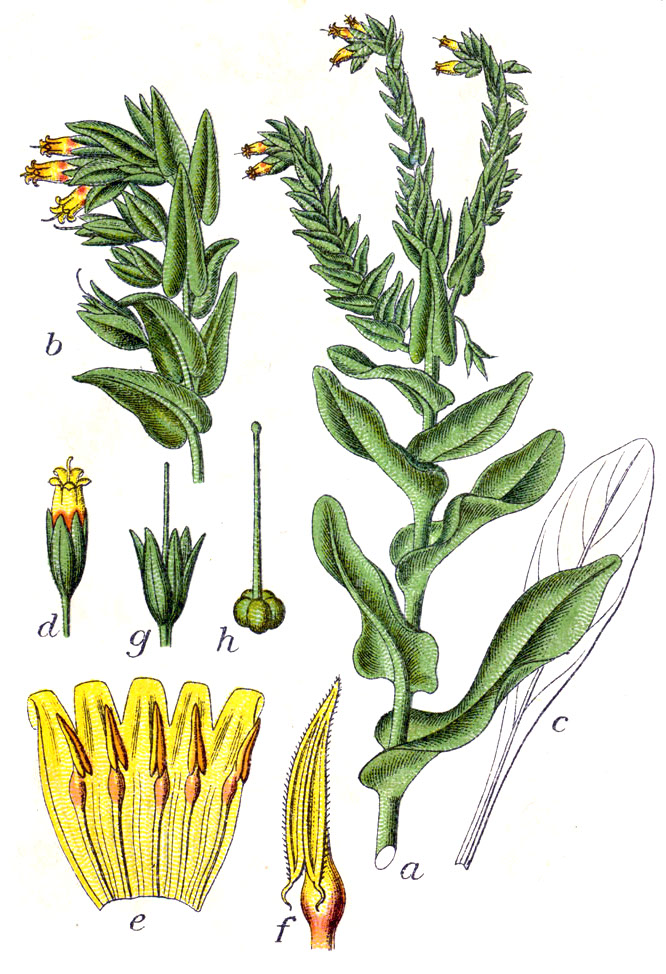
Ilustración

## Descripción
Lóbulos de la corola recurvados en el extremo. De 20-45 cm. Corola amarilla, con manchas purpúreas en la garganta

## Distribución y hábitats
En los Pirineos. En prados rocas y bosques húmedos.

## Taxonomía
Cerinthe glabra fue descrita  por Philip Miller  y publicado en The Gardeners Dictionary: . . . eighth edition no. 2. 1768.
Sinonimia
- Cerinthe alpina Kit.
- Cerinthe pyrenaica Arv.-Touv.
- Cerinthe suevica M.Martens ex Rchb.

subsp. smithiae (A.Kern.) Domac
- Cerinthe longiflora subsp. smithiae (A.Kern.) Nyman
- Cerinthe smithiae A.Kern.

subsp. tenuiflora (Bertol.) Domac
- Cerinthe tenuiflora Bertol.	[3]